# Crocus robertianus
Crocus robertianus là một loài thực vật có hoa trong họ Diên vĩ. Loài này được C.D.Brickell miêu tả khoa học đầu tiên năm 1973.